# Championnats ibéro-américains d'athlétisme 2010
Navigation
Édition précédente Édition suivante
La 14e édition des Championnats ibéro-américains d'athlétisme (en espagnol : XIV Campeonato Iberoamericano de Atletismo) s'est déroulée du 4 au 6 juin 2010 à San Fernando, en Espagne. 459 athlètes issus de 29 nations ont pris part aux 44 épreuves du programme (22 masculines et 22 féminines).

## Faits marquants
Cuba est la nation la plus médaillée lors de ces Championnats avec 25 médailles dont 15 d'or. L'Espagne, pays organisateur, se classe à le deuxième place avec 32 médailles dont onze en or. 
Douze records des championnats sont établis durant la compétition. Au saut à la perche féminin, la Brésilienne Fabiana Murer améliore le record d'Amérique du sud avec la marque de 4,85 m.

## Résultats

### Hommes
| 100 m | Nilson André (BRA) 10 s 24                                                 | Junier Perez (CUB) 10 s 37                                                                 | Daniel Grueso (COL) 10 s 39                                                        |
| 200 m | Nilson André (BRA) 20 s 94                                                 | Rolando Palacios (HON) 21 s 20                                                             | Yazaldes Nascimento (PUR) 21 s 31                                                  |
| 400 m | Nery Brenes (CRC) 45 s 19                                                  | William Collazo (CUB) 45 s 33                                                              | Héctor Carrasquillo (PUR) 45 s 60                                                  |
| 800 m | Yeimer López (CUB) 1 min 45 s 36 (CR)                                      | Kléberson Davide (BRA) 1 min 45 s 82                                                       | Antonio Manuel Reina (ESP) 1 min 46 s 15                                           |
| 1 500 m | David Bustos (ESP) 3 min 43 s 19                                           | Eduar Villanueva (VEN) 3 min 43 s 72                                                       | Leandro Prates Oliveira (BRA) 3 min 44 s 08                                        |
| 3 000 m | Leandro Prates Oliveira (BRA) 8 min 15 s 55                                | Reyes Estévez (ESP) 8 min 15 s 58                                                          | Joilson da Silva (BRA) 8 min 16 s 58                                               |
| 5 000 m | Ayad Lamdassem (ESP) 13 min 32 s 48 (CR)                                   | Marílson Gomes dos Santos (BRA) 13 min 34 s 92                                             | Miguel Barzola (ARG) 13 min 42 s 55                                                |
| 110 m haies | Héctor Cotto (PUR) 13 s 54                                                 | Jackson Quiñónez (ESP) 13 s 65                                                             | Anselmo Gomes da Silva (BRA) 13 s 82                                               |
| 400 m haies | Omar Cisneros (CUB) 49 s 19                                                | Andrés Silva (URU) 49 s 58                                                                 | Mahau Camargo Suguimati (BRA) 49 s 87                                              |
| 3 000 m steeple | José Alberto Sánchez (CUB) 8 min 31 s 80                                   | Mário Teixeira (POR) 8 min 32 s 21                                                         | Alberto Paulo (POR) 8 min 34 s 52                                                  |
| 4×100 m | Porto Rico Marcos Amalbert Yavid Zackey Luis López Miguel López 39 s 31    | Espagne Iván Mocholí Calabuig Ángel David Rodríguez Alberto Gavaldá Daniel Molowny 39 s 45 | Colombie Álvaro Gómez Luis Carlos Nuñez Julio Isidro Montoya Daniel Grueso 39 s 76 |
| 4×400 m | Cuba Omar Cisneros Yeimer López Junier Perez William Collazo 3 min 04 s 86 | Brésil Hederson Estefani Wagner Cardoso Kléberson Davide Eduardo Vasconcelos 3 min 05 s 43 | Venezuela Freddy Mezones Arturo Ramírez Omar Longart Albert Bravo 3 min 05 s 53    |
| 20 km marche | Francisco Arcilla (ESP) 1 h 24 min 38 s 4                                  | Yerko Araya (CHI) 1 h 25 min 27 s 5                                                        | Pedro Isidro (POR) 1 h 25 min 54 s 7                                               |
| Saut en hauteur | Javier Bermejo (ESP) 2,24 m                                                | Wanner Miller (COL) 2,18 m                                                                 | Carlos Layoy (ARG) 2,18 m                                                          |
| Saut à la perche | Lázaro Borges (CUB) 5,60 m                                                 | Fábio Gomes da Silva (BRA) 5,55 m                                                          | Edi Maia (POR) 5,30 m                                                              |
| Saut en longueur | Wilfredo Martínez (CUB) 8,04 m                                             | Joan Lino Martínez (ESP) 7,68 m                                                            | Mauro Vinícius da Silva (BRA) 7,60 m                                               |
| Triple saut | Alexis Copello (CUB) 17,28 m (CR)                                          | Yoandri Betanzos (CUB) 17,19 m                                                             | Jadel Gregório (BRA) 16,82 m                                                       |
| Lancer du poids | Marco Fortes (POR) 20,69 m (CR, NR)                                        | Germán Lauro (ARG) 20,43 m                                                                 | Carlos Véliz (CUB) 20,20 m                                                         |
| Lancer du disque | Mario Pestano (ESP) 63,01 m                                                | Frank Casañas (ESP) 62,08 m                                                                | Jorge Fernández (CUB) 61,76 m                                                      |
| Lancer du marteau | Roberto Janet (CUB) 73,82 m                                                | Juan Ignacio Cerra (ARG) 71,37 m                                                           | Wagner Domingos (BRA) 70,95 m                                                      |
| Lancer du javelot | Guillermo Martínez (CUB) 81,71 m (CR)                                      | Víctor Fatecha (PAR) 76,34 m                                                               | Dayron Márquez (COL) 74,77 m                                                       |
| Décathlon | Luiz Alberto de Araújo (BRA) 7 816 pts                                     | Agustín Félix (ESP) 7 395 pts                                                              | Román Gastaldi (ARG) 7 290 pts                                                     |
| Records et Performances - AR : Record continental (area record) - CR : Record des championnats (championship record) - MR : Record du meeting (meet record) - NR : Record national (national record) - OR : Record olympique (olympic record) - PR : Record paralympique (paralympic record) - PB : Record personnel (personal best) - SB : Meilleure performance personnelle de la saison (season's best) - WL : Meilleure performance mondiale de l'année (world leader) - WJR : Record du monde junior (world junior record) - WR : Record du monde (world record) Circonstances et Conditions - DNF : N'a pas terminé (did not finish) - DNS : N'a pas pris le départ (did not start) - DQ : Disqualification (disqualification) - NM : Aucun essai valable enregistré (No Mark) - Q : Qualifié « directement » au prochain tour (ou à la prochaine compétition), lors d'une compétition majeure, grâce au classement ou à la réalisation des minima (automatic qualifier) - q : Qualifié au prochain tour (ou à la prochaine compétition), lors d'une compétition majeure, grâce au repêchage ou à la réalisation de l'une des meilleures performances parmi celles des « non qualifiés directement » (grâce au meilleur temps ou à la meilleure distance par exemple) (secondary qualifier) |                                                                            |                                                                                            |                                                                                    |

### Femmes
| 100 m | Ana Claudia Lemos da Silva (BRA) 11 s 38                                                     | Erika Rivera (PUR) 11 s 45                                                                         | Digna Luz Murillo (ESP) 11 s 49                                                                 |
| 200 m | Erika Rivera (PUR) 23 s 18                                                                   | Roxana Díaz (CUB) 23 s 25                                                                          | Carol Rodríguez (PUR) 23 s 54                                                                   |
| 400 m | Daisurami Bonne (CUB) 52 s 25                                                                | Yenifer Padilla Gonzalez (COL) 52 s 68                                                             | Jailma de Lima (BRA) 52 s 86                                                                    |
| 800 m | Andrea Ferris Quintero (PAN) 2 min 02 s 86                                                   | Rosemary Almanza (CUB) 2 min 03 s 03                                                               | Indira Terrero (CUB) 2 min 03 s 24                                                              |
| 1 500 m | Nuria Fernández (ESP) 4 min 05 s 71 (CR)                                                     | Juliana Paula Santos de Azevedo (BRA) 4 min 07 s 30                                                | Jéssica Augusto (POR) 4 min 08 s 32                                                             |
| 3 000 m | Jéssica Augusto (POR) 8 min 46 s 59 (CR)                                                     | Iris Fuentes-Pila (ESP) 9 min 06 s 24                                                              | Diana Martín (ESP) 9 min 06 s 53                                                                |
| 5 000 m | Judit Plá (ESP) 15 min 43 s 20                                                               | Simone Alves da Silva (BRA) 15 min 49 s 79                                                         | Yolanda Caballero (COL) 15 min 50 s 18                                                          |
| 100 m haies | Anay Tejeda (CUB) 12 s 84 (CR)                                                               | Brigitte Merlano Pájaro (COL) 13 s 10                                                              | Shantia Moss (DOM) 13 s 25                                                                      |
| 400 m haies | Zudikey Rodríguez (MEX) 56 s 33                                                              | Patrícia Lopes (POR) 57 s 50                                                                       | Laia Forcadell (ESP) 57 s 73                                                                    |
| 3 000 m steeple | Rosa Morató (ESP) 9 min 40 s 26 CR                                                           | Zulema Fuentes-Pila (ESP) 9 min 53 s 75                                                            | Sabine Heitling (BRA) 9 min 56 s 02                                                             |
| 4×100 m | Brésil Ana Claudia Lemos da Silva Thaíssa Barbosa Presti Vanda Gomes Bárbara Leôncio 43 s 97 | Colombie Maria Alejandra Idrobo Darlenis Obregon Mulato Yomara Hinestroza Eliecit Palacios 44 s 29 | Espagne Ana Torrijos Caparrós Digna Luz Murillo Estela Garcia Vilalta Amparo Cotán 44 s 38      |
| 4×400 m | Cuba Roxana Díaz Indira Terrero Susana Clement Daisurami Bonne 3 min 30 s 73                 | Mexique Karla Dueñas Nallely Vela Gabriela Medina Zudikey Rodríguez 3 min 32 s 96                  | Brésil Sheila Ferreira Bárbara Farias de Oliveira Aline dos Santos Jailma de Lima 3 min 33 s 17 |
| 10 km marche | Ana Cabecinha (POR) 43 min 31 s 21 (CR)                                                      | Julia Takacs Nyerges (ESP) 43 min 35 s 50                                                          | Inês Henriques (POR) 44 min 31 s 27                                                             |
| Saut en hauteur | Ruth Beitia (ESP) 1,89 m                                                                     | Lesyani Mayor (CUB) 1,86 m                                                                         | Romary Rifka (MEX) 1,83 m                                                                       |
| Saut à la perche | Fabiana Murer (BRA) 4,85 m (AR, CR)                                                          | Ana Piñero (ESP) 4,30 m                                                                            | Karla Rosa Da Silva (BRA) 4,20 m                                                                |
| Saut en longueur | Concepción Montaner (ESP) 6,45 m                                                             | Vanessa Vieira Seles (BRA) 6,29 m                                                                  | Eliane Martins (BRA) 6,17 m                                                                     |
| Triple saut | Yargelis Savigne (CUB) 14,62 m                                                               | Caterine Ibargüen (COL) 14,29 m                                                                    | Patricia Sarrapio (ESP) 14,10 m                                                                 |
| Lancer du poids | Misleydis González (CUB) 18,52 m                                                             | Natalia Ducó (CHI) 17,10 m                                                                         | Úrsula Ruiz Pérez (ESP) 16,97 m                                                                 |
| Lancer du disque | Yanisley Collado (CUB) 60,23 m                                                               | Yarelis Barrios (CUB) 59,96 m                                                                      | Elisângela Adriano (BRA) 58,86 m                                                                |
| Lancer du marteau | Jennifer Dahlgren (ARG) 70,91 m                                                              | Rosa Rodríguez (VEN) 68,37 m                                                                       | Berta Castells (ESP) 67,58 m                                                                    |
| Lancer du javelot | Mercedes Chilla (ESP) 62,39 m                                                                | Silvia Cruz (POR) 53,43 m                                                                          | Nuria Ferrer Moreno (ESP) 51,90 m                                                               |
| Heptathlon | Soledad Donzino (ARG) 5 459 pts                                                              | Estefania Fortes (ESP) 5 406 pts                                                                   | Barbara Hernando Fuste (ESP) 5 314 pts                                                          |
| Records et Performances - AR : Record continental (area record) - CR : Record des championnats (championship record) - MR : Record du meeting (meet record) - NR : Record national (national record) - OR : Record olympique (olympic record) - PR : Record paralympique (paralympic record) - PB : Record personnel (personal best) - SB : Meilleure performance personnelle de la saison (season's best) - WL : Meilleure performance mondiale de l'année (world leader) - WJR : Record du monde junior (world junior record) - WR : Record du monde (world record) Circonstances et Conditions - DNF : N'a pas terminé (did not finish) - DNS : N'a pas pris le départ (did not start) - DQ : Disqualification (disqualification) - NM : Aucun essai valable enregistré (No Mark) - Q : Qualifié « directement » au prochain tour (ou à la prochaine compétition), lors d'une compétition majeure, grâce au classement ou à la réalisation des minima (automatic qualifier) - q : Qualifié au prochain tour (ou à la prochaine compétition), lors d'une compétition majeure, grâce au repêchage ou à la réalisation de l'une des meilleures performances parmi celles des « non qualifiés directement » (grâce au meilleur temps ou à la meilleure distance par exemple) (secondary qualifier) |                                                                                              | |                                                                                                 |

## Tableau des médailles
Légende
- Pays organisateur

| Rang  | Nation | Or | Argent | Bronze | Total |
| ----- | ------ | -- | ------ | ------ | ----- |
| 1     | CUB    | 15 | 7      | 3      | 25    |
| 2     | ESP    | 11 | 11     | 10     | 32    |
| 3     | BRA    | 7  | 8      | 12     | 27    |
| 4     | POR    | 3  | 3      | 6      | 12    |
| 5     | PUR    | 3  | 1      | 2      | 6     |
| 6     | ARG    | 2  | 2      | 3      | 7     |
| 7     | MEX    | 1  | 1      | 1      | 3     |
| 8=    | CRC    | 1  | 0      | 0      | 1     |
| 8=    | PAN    | 1  | 0      | 0      | 1     |
| 10    | COL    | 0  | 5      | 4      | 9     |
| 11    | CHI    | 0  | 2      | 0      | 2     |
| 12    | VEN    | 0  | 1      | 2      | 3     |
| 13=   | HON    | 0  | 1      | 0      | 1     |
| 13=   | PAR    | 0  | 1      | 0      | 1     |
| 13=   | URU    | 0  | 1      | 0      | 1     |
| 16    | DOM    | 0  | 0      | 1      | 1     |
| Total | Total  | 44 | 44     | 44     | 132   |

## Participants
| - Andorre - Angola - Argentine - Bolivie - Brésil - Cap-Vert - Chili - Colombie | - Costa Rica - Cuba - Équateur - Salvador - Espagne - Guatemala - Guinée équatoriale - Guinée-Bissau | - Honduras - Mexique - Mozambique - Nicaragua - Panama - Paraguay - Pérou - Portugal | - Porto Rico - République dominicaine - Sao Tomé-et-Principe - Uruguay - Venezuela |